# Kevin Winston Jr.
Kevin Dwayne Winston Jr. (Columbia, 2 dicembre 2003) è un giocatore di football americano statunitense che milita nel ruolo di safety per i Tennessee Titans della National Football League (NFL).

## Carriera universitaria
Nella sua prima stagione a Penn State nel 2022, Winstondisputò 12 partite mettendo a segno 16 tackle. Nel 2023 partì come titolare in 13 partite, facendo registrare 61 placcaggi e un intercetto. Nel primo turno della stagione 2024 fu premiato come miglior difensore della Big Ten Conference della settimana per la sua prestazione contro West Virginia. Quella stessa settimana fu premiato con il Chuck Bednarik Player of the Week Award. Nel secondo turno contro Bowling Green subì un infortunio a lungo termine. Il 12 dicembre 2024 annunciò che sarebbe passato tra i professionisti.

## Carriera professionistica

### Tennessee Titans
Winston fu scelto nel corso del terzo giro (82º assoluto) del Draft NFL 2025 dai Tennessee Titans.